# Lijst van wapenschilden van het arrondissement Dendermonde
Deze lijst bevat een overzicht van het wapenschild van alle (deel)gemeenten van het arrondissement Dendermonde. Eventuele uiterlijke versierselen (kronen, mantels, schildhouders en dergelijke) zijn niet opgenomen in de afbeeldingen. Na een gemeentefusie wordt er een nieuw wapen verleend aan de fusiegemeente (soms gelijk aan dat van de belangrijkste kern). De wapens van deelgemeenten worden dus niet meer gebruikt door lokale overheden.

## Berlare
| Wapen van Berlare | Wapen   | Doorsneden: 1 in zilver een Sint-Martinus met bedelaar, alles van natuurkleur; 2 gedeeld: a in sabel zes sint-jakobsschelpen van zilver, 3-2-1 geplaatst; b in lazuur een klimmende leeuw van goud, geklauwd en getongd van keel, beladen met een schuinbalk van keel, waarop drie breedarmige kruisen van zilver, geplaatst in de richting van de balk. |
| Wapen van Berlare | Details | Dit wapen werd verleend bij MB van 4 november 1995. |

| Wapen van Berlare (deelgemeente) | Wapen   | In zilver een Sint-Martinus met bedelaar, alles van natuurkleur. |
| Wapen van Berlare (deelgemeente) | Details | Dit wapen werd verleend bij KB van 4 november 1854.              |

| Wapen van Overmere | Wapen   | In lazuur een klimmende leeuw van goud, geklauwd en getongd van keel, beladen met een schuinbalk van keel, waarop drie breedarmige kruisen van zilver, geplaatst in de richting van de balk. |
| Wapen van Overmere | Details | Het officiële statuut van dit wapen is nog niet aangegeven. |

| Wapen van Uitbergen | Wapen   | In sabel zes sint-jakobsschelpen van zilver, 3-2-1 geplaatst. |
| Wapen van Uitbergen | Details | Het officiële statuut van dit wapen is nog niet aangegeven.   |

## Buggenhout
| Wapen van Buggenhout | Wapen   | In sabel een dubbelstaartige, klimmende leeuw van zilver, geklauwd, getongd en gekroond van goud. Uiterlijke versierselenHet schild getopt met een kroon met vijf fleurons van goud. |
| Wapen van Buggenhout | Details | Dit is het wapen van de prinsen van Bournonville. Het wapen werd verleend in 1966 en opnieuw op 6 juni 1995.                                                                         |

| Wapen van Opdorp | Wapen   | In lazuur een weegschaal van goud, in de punt vergezeld van een passer en een anker van hetzelfde. |
| Wapen van Opdorp | Details | |

## Dendermonde
| Wapen van Dendermonde | Wapen   | In zilver een dwarsbalk van keel. Uiterlijke versierselenHet schild getopt met een stedekroon met drie torens van goud en gehouden door twee leeuwen van hetzelfde. |
| Wapen van Dendermonde | Details | Het wapen werd verleend bij KB van 7 oktober 1818 en achtereenvolgens bevestigd op 31 juli 1838, 31 juli 1974 en 19 juni 1989.                                      |

| Wapen van Appels | Wapen   | '                                               |
| Wapen van Appels | Details | Appels heeft nooit een officieel wapen gevoerd. |

| Wapen van Baasrode | Wapen   | In lazuur een klimmende leeuw van goud, getongd en geklauwd van keel.            |
| Wapen van Baasrode | Details | Het wapen werd verleend bij KB van 13 oktober 1819 en bevestigd op 2 april 1867. |

| Wapen van Grembergen | Wapen   | In zilver een vlasstengel van natuurkleur.        |
| Wapen van Grembergen | Details | Het wapen werd verleend bij KB van 29 april 1818. |

| Wapen van Mespelare | Wapen   | '                                                  |
| Wapen van Mespelare | Details | Mespelare heeft nooit een officieel wapen gevoerd. |

| Wapen van Oudegem | Wapen   | In goud drie klimmende leeuwen van lazuur, 2 en 1 geplaatst. Uiterlijke versierselen...                                                   |
| Wapen van Oudegem | Details | Dit wapen verwijst naar het Onze-Lieve-Vrouwekapittel in de kathedraal van Kamerijk. Het wapen werd verleend bij KB van 12 november 1957. |

| Wapen van Schoonaarde | Wapen   | '                                                    |
| Wapen van Schoonaarde | Details | Schoonaarde heeft nooit een officieel wapen gevoerd. |

| Wapen van Sint-Gillis-bij-Dendermonde | Wapen   | In lazuur een varken van goud, vergezeld van drie achtpuntige sterren van hetzelfde, twee in het schildhoofd en één in de schildvoet. |
| Wapen van Sint-Gillis-bij-Dendermonde | Details | Het wapen werd verleend bij KB van 29 april 1818 en bevestigd op 26 juli 1926.                                                        |

## Hamme
| Wapen van Hamme (Oost-Vlaanderen) | Wapen   | Gedeeld: 1 in zilver rechts een hennepstengel en links een vlasstengel, beide van sinopel, paalsgewijze geplaatst, de eerste eindigend met een bloem van zilver, hellend naar rechts, de tweede met een bloem van lazuur, hellend naar links (Hamme); 2 van lazuur met een schildhoofd van zilver, beladen met zeven hermelijnstaarten van sabel, 4 en 3 geplaatst (Moerzeke). |
| Wapen van Hamme (Oost-Vlaanderen) | Details | Dit wapen werd verleend op 16 juni 1979. |

| Wapen van Hamme (deelgemeente) | Wapen   | In zilver rechts een hennepstengel en links een vlasstengel, beide van sinopel, paalsgewijze geplaatst, de eerste eindigend met een bloem van zilver, hellend naar rechts, de tweede met een bloem van lazuur, hellend naar links. |
| Wapen van Hamme (deelgemeente) | Details | Dit wapen werd verleend bij KB van 31 januari 1818 en opnieuw bij KB van 13 mei 1913. |

| Wapen van Moerzeke | Wapen   | Van lazuur met een schildhoofd van zilver, beladen met zeven hermelijnstaarten van sabel, 4 en 3 geplaatst. |
| Wapen van Moerzeke | Details | Dit wapen werd verleend bij KB van 20 oktober 1819.                                                         |

## Laarne
| (Details) | Wapen   | In goud, omboord van sabel, een klimmende leeuw van keel. Uiterlijke versierselenHet schild getopt met een baronnenmuts van de Oostenrijkse Nederlanden en gehouden door twee leeuwen van goud. |
| (Details) | Details | Dit wapen werd verleend bij MB van 8 juli 1986. |

| Wapen van Kalken | Wapen   | Van sabel met een schildhoofd van zilver. Uiterlijke versierselenHet ovale schild geplaatst op een mantel van keel, gevoerd van hermelijn, getopt met een kroon met vijf fleurons. |
| Wapen van Kalken | Details | Dit is het wapen van de burggraven van Gent, van wie de tak Vilain XIIII nog overleeft. Het officiële statuut van dit wapen is nog niet aangegeven.                                |

## Lebbeke
| Wapen van Lebbeke | Wapen   | In lazuur een gekroonde en omstraalde Onze-Lieve-Vrouw met op de linkerarm het Kindje Jezus en in de rechterhand een scepter, alles van goud. |
| Wapen van Lebbeke | Details | Dit wapen werd verleend bij MB van 4 januari 1995.                                                                                            |

| Wapen van Denderbelle | Wapen   | '                                                    |
| Wapen van Denderbelle | Details | Denderbelle heeft nooit een officieel wapen gevoerd. |

| Wapen van Wieze | Wapen   | '                                              |
| Wapen van Wieze | Details | Wieze heeft nooit een officieel wapen gevoerd. |

## Waasmunster
| Wapen van Waasmunster | Wapen   | In goud een zeemeermin houdende in de linkerhand een gebladerde raap, het geheel van natuurkleur.                                         |
| Wapen van Waasmunster | Details | Dit wapen werd verleend bij KB van 13 oktober 1818 en bevestigd op 9 juli 1840. Bij MB van 21 juni 1994 werd het wapen opnieuw bevestigd. |

## Wetteren
| Wapen van Wetteren | Wapen   | In goud een Sint-Gertrudis als abdis in natuurkleur, vergezeld rechts van het Romeinse cijfer X en links van het Romeinse cijfer IIII, beide van sabel. |
| Wapen van Wetteren | Details | Sint-Gertrudis is de patroonheilige van Wetteren. Haar relieken worden er bewaard. Het cijfer XIIII verwijst naar de burggraven Vilain XIIII, die de parochie sinds 1576 bestuurde. Dit wapen werd verleend bij KB van 26 februari 1851 en (voor de fusiegemeente) bevestigd bij MB van 8 juli 1986. |

| Wapen van Massemen | Wapen   | In lazuur een klimmende leeuw van goud, geklauwd en getongd van keel. |
| Wapen van Massemen | Details | Het officiële statuut van dit wapen is nog niet aangegeven.           |

| Wapen van Westrem | Wapen   | '                                                           |
| Wapen van Westrem | Details | Het officiële statuut van dit wapen is nog niet aangegeven. |

## Wichelen
| Wapen van Wichelen | Wapen   | Doorsneden: 1 in goud twee afgewende leeuwen van keel, geklauwd en getongd van lazuur, de staarten schuingekruist; 2 in lazuur drie sint-antoniuskruisen van goud, 2 en 1 geplaatst. |
| Wapen van Wichelen | Details | Dit wapen werd verleend bij MB van 8 juli 1986. |

| Wapen van Schellebelle | Wapen   | In lazuur drie sint-antoniuskruisen van goud, 2 en 1 geplaatst.                                                                                                   |
| Wapen van Schellebelle | Details | Dit is het wapen van de familie Bette, de heren (later markiezen) van Lede en heren van Schellebelle. Het officiële statuut van dit wapen is nog niet aangegeven. |

| Wapen van Serskamp | Wapen   | '                                                 |
| Wapen van Serskamp | Details | Serskamp heeft nooit een officieel wapen gevoerd. |

| Wapen te tekenen | Wapen   | '                                                           |
| Wapen te tekenen | Details | Het officiële statuut van dit wapen is nog niet aangegeven. |

## Zele
| Wapen van Zele (gemeente) | Wapen   | In goud twee vlasbraken van keel, de stelen schuingekruist, op een losse grasgrond geplaatst.                                                                       |
| Wapen van Zele (gemeente) | Details | Vlasbraken zijn een soort hamers die gebruikt worden bij de bewerking van vlas. Dit wapen werd verleend bij KB van 20 oktober 1819 en bevestigd op 28 oktober 1840. |